# 7270 Punkin
7270 Punkin este un asteroid din centura principală de asteroizi.

## Descriere
7270 Punkin este un asteroid din centura principală de asteroizi. A fost descoperit pe 7 iulie 1978 la Observatorul Palomar de Edward L. G. Bowell. Asteroidul prezintă o orbită caracterizată de o semiaxă mare de 3,21 ua, o excentricitate de 0,18 și o înclinație de 2,7° în raport cu ecliptica.